# Фален, Карл Теодор
Карл Теодор Фален (нем. Karl Theodor Vahlen; 30 июня 1869, Вена — 16 ноября 1945, Прага) ― австрийский математик, ярый сторонник нацистской партии. Член СА и СС.

## Образование
Фален учился в Берлине с 1889 года, где затем получил докторскую степень в 1893 году.

## Карьера
С 1883 года Фален был приват-доцентом математики в Кенигсбергском университете. С 1904 года преподавал в Грайфсвальдском университете, где в 1911 году стал ординарным профессором. Фален стал членом нацистской партии (НСДАП) в 1922 году. С 1924 по 1927 год он был первым гауляйтером Померанского отделения НСДАП. В том же году в университете произошёл инцидент с участием профессора: Фален подстрекал толпу студентов к акции, направленной против правительства Веймарской республики, хотя тогда всё закончилось только срыванием республиканских флагов. Руководство университета отправило его в отпуск за злоупотребление своим положением, а в 1927 году он был уволен без права на пенсию.
После его увольнения научный организатор Фридрих Шмидт-Отт увеличил финансовое довольство Фалена, которое тот получал за свою работу для проектов ВМФ Германии с 1922 года. Фален также некоторое время работал ассистентом Йоханнеса Штарка в его частной физической лаборатории. В 1930 Фален вернулся на свою историческую родину и стал работать преподавателем математики в Венском техническом университете.
30 января 1933 года Адольф Гитлер стал канцлером Германии. После этого события карьера математика, поскольку он поддерживал НСДАП с самого раннего времени, начала набирать резкие обороты. В том же году он стал ординарным профессором математики в Берлинском университете имени Гумбольдта. Его предшественником на этой должности был Рихард фон Мизес, который эмигрировал из Германии в результате принятия Закона о восстановлении профессиональной гражданской службы, который был отчасти направлен в том числе и против профессоров еврейского происхождения, которое имел Мизес. После 1933 года Фален стал решительным сторонником «Немецкой математики», движения, параллельному «Немецкой физике» (членами которой были нобелевские лауреаты по физике Филипп Ленард и Йоханнес Штарк). Оба движения были антисемитскими по своему духу. В 1937 году Фален частично отошёл от преподавания, получив звание эмерита.
В период с 1933 по 1937 год Фален занимал пост вице-президента Общества кайзера Вильгельма. С мая 1934 года он также был Секретарём-помощником и руководителем Научного отдела Reichserziehungsministerium (сокращённо: REM, рус.: Имперское министерство воспитания). На самом деле Научный отдел был разделен на два отделения: WI, или Прусский департамент, приемник Министерства науки, искусства и культуры, и WII, центр военных разработок. Формально Фален возглавлял WI, однако в действительности всеми вопросами заведовал его заместитель, химик Франц Бахер. Находясь на своём новом посту, в 1936 году Фален начинает издавать журнал Deutsche Mathematik, одним из редакторов которого был берлинский математик Людвиг Бибербах. В журнале помимо научных статей публиковались статьи политического содержания, которые печатались в начале. 1 января 1937 года Фален был освобожден от своих обязанностей в Имперском министерстве воспитания. Посредством манипуляций в избирательном процессе со стороны Фалена и его сторонников, он становится президентом Прусской академии наук в 1938 году.
В 1933 году Фален присоединился к СА, но затем в 1936 году перешел в СС, где впоследствии получил звание бригадефюрера.
В 1944—1945 гг. во время оккупации Чехословакии нацистской Германией работал в Немецком университете в Праге.
После окончания войны был арестован в Праге, где и умер в 1945 году в тюрьме.

## Семья
Теодор Фален был сыном немецкого филолога Иоганна Фалена.

## Математика
Фален получил докторскую степень за вклад в развитие аддитивной теории чисел. Некоторое время продолжал специализироваться на теории чисел, но позднее в основном начал уделять внимание прикладной математике.
Теодор Фален был одним из первоначальных сторонников направления геометрической алгебры. Печатался в журнале Mathematische Annalen .

Что же касается теории относительности, то в нацистской Германии она была предметом споров. Историк Марк Уолкер писал о роли Фалена в этой полемике следующее:
В конце концов Фаленом была принята обычная тактика приписывания авторства теории относительности другим «арийским» физикам, тем самым обвиняя Эйнштейна в плагиате и одновременно делая теорию удобоваримой для национал-социалистической идеологии.

## Работы
- Ueber Bewegungen und complexe Zahlen, (i.e. On Motions and Complex Numbers) Mathematische Annalen, 1902 55:585–93
- Konstruktionen und Approximationen in systematischer Darstellung, (i.e. Systematic Representations of Constructions and Approximations) Teubner 1911
- Ballistik (i.e. Ballistics) de Gruyter, 1922)[10] 2nd edn. 1942
- Deviation und Kompensation, (i.e. Deviation and Compensation) Vieweg 1929
- Rationale Funktion der Wurzeln, symmetrische und Affektfunktionen, (i.e. Rational functions of roots, symmetric and effect-functions) Klein's encyclopedia, 1–1., 1899
- Arithmetische Theorie der Formen, (i.e. Arithmetic Theory of Forms) Klein's encyclopedia, Volume 1-2, 1900
- Abstrakte Geometrie. Untersuchungen über die Grundlagen der euklidischen und nicht-euklidischen Geometrie, (i.e. Arithmetic Geometry. Studies of the Foundations of Euclidean and Non-Euclidean Geometry), Leipzig 1905, 2. edition 1940, Deutsche Mathematik, 2nd supplement
- Die Paradoxien der relativen Mechanik, (i.e. Paradoxes of relative mechanics) Leipzig 1942, Deutsche Mathematik, 3rd supplement